# Nicole Gibbs
Nicole Gibbs (Cincinnati, 3 maart 1993) is een tennisspeelster uit de Verenigde Staten van Amerika. Zij begon op achtjarige leeftijd met tennis. Haar favoriete ondergrond is hardcourt. Zij speelt rechtshandig en heeft een tweehandige backhand.
Gibbs speelde al geregeld op professionele toernooien toen zij nog amateur was. In juni 2013, nadat zij haar prijzengeld van Wimbledon had opgehaald, werd zij prof.
In 2010 debuteerde Gibbs bij de grandslamtoernooien op het US Open 2010 in het gemengd dubbelspel, samen met landgenoot Sam Querrey. Een jaar later speelde zij in het vrouwendubbelspeltoernooi van het US Open 2011 samen met landgenote Lauren Davis. In 2012 deed zij voor het eerst in het enkelspel mee, op het US Open. In 2014 wist zij op het US Open de derde ronde te bereiken. In 2015 deed zij voor het eerst ook aan de andere drie grandslamtoernooien mee.

## Resultaten grandslamtoernooien
| Legenda | Legenda                          |
| ------- | -------------------------------- |
| g.t.    | geen toernooi gehouden           |
| l.c.    | lagere categorie                 |
| –       | niet deelgenomen                 |
| G       | uitgeschakeld in de groepsfase   |
| 1R      | uitgeschakeld in de eerste ronde |
| 2R      | uitgeschakeld in de tweede ronde |
| 3R      | uitgeschakeld in de derde ronde  |
| 4R      | uitgeschakeld in de vierde ronde |
| KF      | uitgeschakeld in de kwartfinale  |
| HF      | uitgeschakeld in de halve finale |
| F       | de finale verloren               |
| W       | het toernooi gewonnen            |
| w-v     | winst/verlies-balans             |

### Enkelspel
| toernooi        | 2012 | 2013 | 2014 | 2015 | 2016 | 2017 | 2018 | 2019 |
| --------------- | ---- | ---- | ---- | ---- | ---- | ---- | ---- | ---- |
| Australian Open | –    | –    | –    | 2R   | 2R   | 3R   | 2R   | –    |
| Roland Garros   | –    | –    | –    | 1R   | 1R   | –    | –    | –    |
| Wimbledon       | –    | –    | –    | 1R   | 1R   | –    | –    | –    |
| US Open         | 1R   | 1R   | 3R   | 2R   | 2R   | 2R   | 1R   | 1R   |

### Vrouwendubbelspel
| toernooi        | 2011 |    | 2014 | 2015 | 2016 | 2017 | 2018 |
| --------------- | ---- | -- | ---- | ---- | ---- | ---- | ---- |
| Australian Open | –    | –  | –    | –    | 1R   | –    |      |
| Roland Garros   | –    | –  | –    | 1R   | –    | –    |      |
| Wimbledon       | –    | –  | –    | 1R   | –    | –    |      |
| US Open         | 1R   | 1R | 2R   | 3R   | 2R   | 2R   |      |

### Gemengd dubbelspel
| toernooi        | 2010 |    | 2016 |
| --------------- | ---- | -- | ---- |
| Australian Open | –    | –  |      |
| Roland Garros   | –    | –  |      |
| Wimbledon       | –    | –  |      |
| US Open         | 1R   | KF |      |

## Palmares
| Legenda                 |
| ----------------------- |
| Grandslamtoernooi       |
| Olympische Spelen       |
| Year-End Championships  |
| Premier Mandatory       |
| Premier Five / WTA 1000 |
| Premier / WTA 500       |
| International / WTA 250 |
| Challenger / WTA 125    |

### WTA-finaleplaatsen enkelspel
| nr.              | finale     | toernooi     | ondergrond | tegenstandster   | score    |         |
| ---------------- | ---------- | ------------ | ---------- | ---------------- | -------- | ------- |
| gewonnen finales |            |              |            |                  |          |         |
| geen             |            |              |            |                  |          |         |
| verloren finales |            |              |            |                  |          |         |
| 1.               | 2015-11-27 | WTA Carlsbad | hardcourt  | Yanina Wickmayer | 3-6, 6-7 | details |

### WTA-finaleplaatsen vrouwendubbelspel
| nr.              | finale     | toernooi  | ondergrond | partner       | tegenstandsters      | score            |         |
| ---------------- | ---------- | --------- | ---------- | ------------- | -------------------- | ---------------- | ------- |
| gewonnen finales |            |           |            |               |                      |                  |         |
| `geen            |            |           |            |               |                      |                  |         |
| verloren finales |            |           |            |               |                      |                  |         |
| 1.               | 2016-11-25 | WTA Hawaï | hardcourt  | Asia Muhammad | Eri Hozumi Miyu Kato | 7-6, 3-6, [8-10] | details |